# Toshiba TLCS
De Toshiba TLCS is een reeks van CISC en RISC microcontrollers van het Japanse Toshiba.

## TLCS-47-reeks
De microcontrollers in de TLCS-47-reeks zijn allen 4-bit.

## TLCS-870-reeks
De microcontrollers in de TLCS-870-reeks beschikken over een 8-bit/16-bit architectuur gelijkend op de Zilog Z80.

## TLCS-900-reeks
De microcontrollers in de TLCS-900-reeks zijn of 16-bit of 32-bit. Tot de eerste categorie behoren de TLCS-900, TLCS-900/L, TLCS-900/H en TLCS-900/L1-reeks. Tot de tweede categorie behoort de TLCS-900/H1. De meeste zijn gebaseerd op CISC-architectuur, slechts enkele zijn ontworpen volgens de RISC-architectuur.

## Ontwikkelingstools
Toshiba biedt een ANSI C compatibel C compiler en een assembleertaal.